# هتر دوناهو
هتر دوناهو (انگلیسی: Heather Donahue؛ زادهٔ ۲۲ دسامبر ۱۹۷۴) یک هنرپیشه اهل ایالات متحده آمریکا است.
از فیلم‌ها یا برنامه‌های تلویزیونی که وی در آن نقش داشته است می‌توان به پروژه جادوگر بلر، پسرها و دخترها اشاره کرد.